# 수색정찰

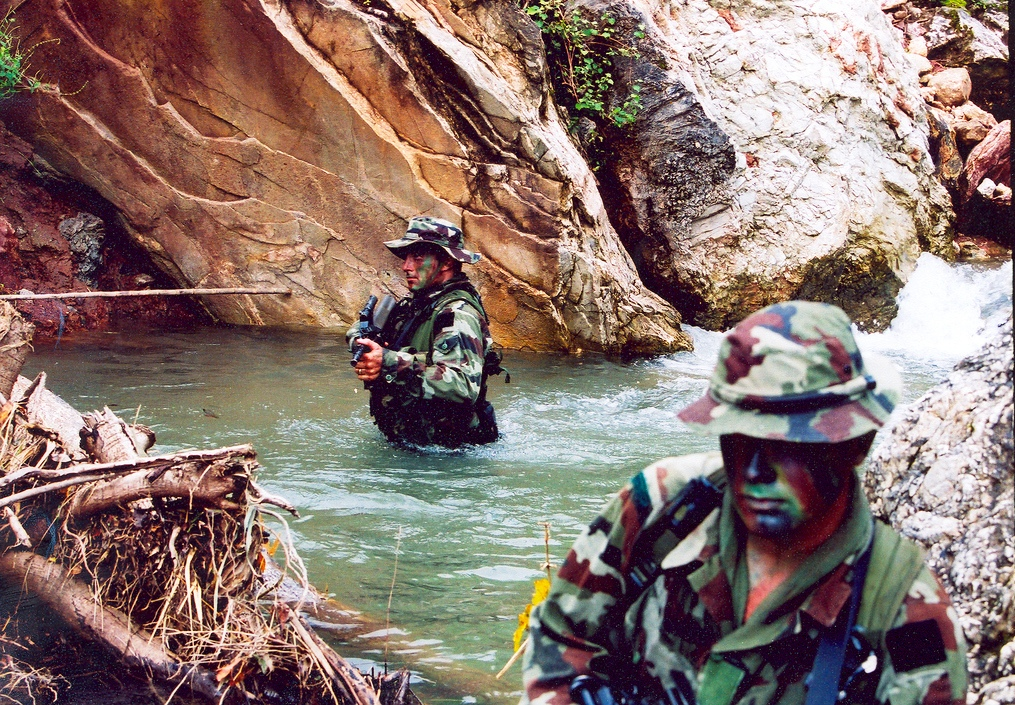
아일랜드의 아미 레인저 윙이 동티모르를 정찰하는 임무를 수행하고 있다.

수색·정찰(搜索·偵察, 영어: Reconnaissance; RECON 리커니슨스; 리컨[*])은 군사 작전에 필요한 적의 위치, 병력, 화력 따위의 정보를 수집하기 위한 일련의 군사적 탐사 행위를 의미한다.

## 개요
육안 관측이나 기타 탐지 방법을 통해 적 활동과 자원에 관한 첩보를 획득하고 특정 지역에 대한 각종 지리, 지형, 기상 정보를 얻기 위해 실시되는 임무로 일반수색과 위력수색 등으로 구분된다. 
수색과 정찰은 사실상 동의어로 취급되나, 수색이 정보 및 첩보를 수집하기 위해 실시되는 '노력'인 반면, 정찰은 그 노력을 실제로 '실시'하는 방법이라는 점에서 차이를 가진다. 즉, 정찰이란 첩보를 수집하거나 파괴, 교란, 소탕, 경계 임무등을 수행하는 것을 말한다.
한편 영어 reconnaissance를 국내에서는 상황과 부대에 맞추어 수색(수색대) 혹은 정찰(정찰대) 등으로 구분해서 번역하고 있다.
사람이 직접 도보를 이용하여 진행하거나 항공기나 차량을 이용하기도 한다. 기술의 발달로 정찰위성을 사용하는 경우도 있다.

## 같이 보기
- 특수 수색·정찰
- 항공정찰
- 정찰위성